# یوزفینه برونسویک
یوزفینه برونسویک (به مجاری: Brunszvik Jozefina) یا ژوزفین برونسویک یا کُنتِس یوزِفینا برونسویک دِ کورومپا (به مجاری: Countess Jozefina Brunszvik de Korompa)‏ (۲۸ مارس ۱۷۷۹ – ۳۱ مارس ۱۸۲۱) اشراف‌زادهٔ اهل مجارستان و احتمالاً مهم‌ترین زن زندگی لودویگ فان بتهوون بود. بتهوون دست‌کم ۱۵ نامهٔ عاشقانه برای او نوشت و در آن‌ها او را «فرشته»، «همه چیزِ من»، «تنها معشوق»، و «همیشه مؤمن» (به آلمانی: Engel و mein Alles و einzig Geliebtebezeichnete و
ewige Treue) خوانده‌است. چندین بتهوون‌شناس معتقدند که او به احتمال زیاد مخاطبِ نامهٔ معروفِ بتهوون با عنوانِ «معشوق جاودان» بوده‌است؛ نامه‌ای که آهنگساز آن را هرگز و برای هیچ‌کس نفرستاد.
بتهوون با خواهرِ بزرگ‌ترِ او تِرِزه برونسویک (۱۷۷۵–۱۸۶۱) نیز دوست بود.